# Australian Open 1988
De 76e editie van het Australische grandslamtoernooi, het Australian Open 1988, vond plaats van 11 tot en met 24 januari 1988. Voor de vrouwen was het de 62e editie. Het werd in het Flinders Park te Melbourne gespeeld. Voor het eerst werd het Australian Open op hardcourt gehouden.
Het toernooi van 1988 trok 244.859 toeschouwers.

## Belangrijkste uitslagen
Mannenenkelspel

Finale: Mats Wilander (Zweden) won van Pat Cash (Australië) met 6-3, 6-7, 3-6, 6-1, 8-6
Vrouwenenkelspel

Finale: Steffi Graf (West-Duitsland) won van Chris Evert (VS) met 6-1, 7-6
Mannendubbelspel

Finale: Rick Leach (VS) en Jim Pugh (VS) wonnen van Jeremy Bates (VK) en Peter Lundgren (Zweden) met 6-3, 6-2, 6-3
Vrouwendubbelspel

Finale: Martina Navrátilová (VS) en Pam Shriver (VS) wonnen van Chris Evert (VS) en Wendy Turnbull (Australië) met 6-0, 7-5
Gemengd dubbelspel

Finale: Jana Novotná (Tsjecho-Slowakije) en Jim Pugh (VS) wonnen van Martina Navrátilová (VS) en Tim Gullikson (VS) met 5-7, 6-2, 6-4
Meisjesenkelspel

Finale: Jo-Anne Faull (Australië) won van Emmanuelle Derly (Frankrijk) met 6-4, 6-4
Meisjesdubbelspel

Finale: Jo-Anne Faull (Australië) en Rachel McQuillan (Australië) wonnen van Kate McDonald (Australië) en Rennae Stubbs (Australië) met 6-1, 7-5
Jongensenkelspel

Finale: Johan Anderson (Australië) won van Andrew Florent (Australië) met 7-5, 7-6
Jongensdubbelspel

Finale: Jason Stoltenberg (Australië) en Todd Woodbridge (Australië) wonnen van Johan Anderson (Australië) en Richard Fromberg (Australië) met 6-3, 6-2
1905 · 1906 · 1907 · 1908 · 1909 · 1910 · 1911 · 1912 · 1913 · 1914 · 1915 · 1916–1918 · 1919 · 1920 · 1921 · 1922 · 1923 · 1924 · 1925 · 1926 · 1927 · 1928 · 1929 · 1930 · 1931 · 1932 · 1933 · 1934 · 1935 · 1936 · 1937 · 1938 · 1939 · 1940 · 1941–1945 · 1946 · 1947 · 1948 · 1949 · 1950 · 1951 · 1952 · 1953 · 1954 · 1955 · 1956 · 1957 · 1958 · 1959 · 1960 · 1961 · 1962 · 1963 · 1964 · 1965 · 1966 · 1967 · 1968
↓ open tijdperk ↓
1969 (m-v-md-vd-gd) · 1970 (m-v-md-vd) · 1971 (m-v-md-vd) · 1972 (m-v-md-vd) · 1973 (m-v-md-vd) · 1974 (m-v-md-vd) · 1975 (m-v-md-vd) · 1976 (m-v-md-vd) · jan 1977 (m-v-md-vd) · dec 1977 (m-v-md-vd) · 1978 (m-v-md-vd) · 1979 (m-v-md-vd) · 1980 (m-v-md-vd) · 1981 (m-v-md-vd) · 1982 (m-v-md-vd) · 1983 (m-v-md-vd) · 1984 (m-v-md-vd) · 1985 (m-v-md-vd) · 1986 · 1987 (m-v-md-vd-gd) · 1988 (m-v-md-vd-gd) · 1989 (m-v-md-vd-gd) · 1990 (m-v-md-vd-gd) · 1991 (m-v-md-vd-gd) · 1992 (m-v-md-vd-gd) · 1993 (m-v-md-vd-gd) · 1994 (m-v-md-vd-gd) · 1995 (m-v-md-vd-gd) · 1996 (m-v-md-vd-gd) · 1997 (m-v-md-vd-gd) · 1998 (m-v-md-vd-gd) · 1999 (m-v-md-vd-gd) · 2000 (m-v-md-vd-gd) · 2001 (m-v-md-vd-gd) · 2002 (m-v-md-vd-gd) · 2003 (m-v-md-vd-gd) · 2004 (m-v-md-vd-gd) · 2005 (m-v-md-vd-gd) · 2006 (m-v-md-vd-gd) · 2007 (m-v-md-vd-gd) · 2008 (m-v-md-vd-gd) · 2009 (m-v-md-vd-gd) · 2010 (m-v-md-vd-gd) · 2011 (m-v-md-vd-gd) · 2012 (m-v-md-vd-gd) · 2013 (m-v-md-vd-gd) · 2014 (m-v-md-vd-gd) · 2015 (m-v-md-vd-gd) · 2016 (m-v-md-vd-gd) · 2017 (m-v-md-vd-gd) · 2018 (m-v-md-vd-gd) · 2019 (m-v-md-vd-gd)  · 2020 (m-v-md-vd-gd) · 2021 (m-v-md-vd-gd) · 2022 (m-v-md-vd-gd) · 2023 (m-v-md-vd-gd) · 2024 (m-v-md-vd-gd) · 2025 (m-v-md-vd-gd)
Lijst van Australian Openwinnaars